# Dioscorea mundii
Dioscorea mundii är en enhjärtbladig växtart som beskrevs av John Gilbert Baker. Dioscorea mundii ingår i släktet Dioscorea och familjen Dioscoreaceae. Inga underarter finns listade i Catalogue of Life.